# Barbara Windsor
Barbara Ann Deeks (Shoreditch, 6 de agosto de 1937-Londres, 10 de diciembre de 2020), más conocida como Barbara Windsor, fue una actriz británica conocida por haber aparecido en las películas de Carry On y por haber interpretado a Peggy Mitchell en la serie EastEnders.

## Biografía
Barbara era hija de John Deeks, un vendedor ambulante y de Rose, una modista; sus padres estaban divorciados.
En 2000 fue galardonada con el M.B.E. (Miembro de la Orden del Imperio Británico) por la reina Isabel II por sus servicios a la televisión.
El 10 de diciembre de 2020, Barbara falleció, su funeral fue realizado el 8 de enero de 2021.

## Carrera
En 1969 participó en el sitcom Wild, Wild Women junto a Pat Coombs.
En 1972 se unió al elenco que aparecería en la obra The Three Penny Opera dirigida por Tony Richardson, la cual se presentó en el teatro Prince of Wales y en donde trabajó junto a los actores Vanessa Redgrave, Miriam Margolyes, Hermione Baddeley, Arthur Mullard y Annie Ross.
En 1994 se unió al elenco de la exitosa y popular serie británica EastEnders donde interpretó a la explosiva Peggy Mitchell, hasta el 10 de septiembre del 2010, después de que su personaje decidiera irse de Albert Square. Barbara regresó a la serie en un episodio el 20 de agosto del 2013 para visitar a su hijo Phil quien había tenido un accidente automovilístico. 
El 25 de septiembre del 2014 Barbara regresó nuevamente a la serie, luego de que su personaje recibiera una invitación para la boda de Phil. Nuevamente regresó a la serie el 17 y 19 de febrero del 2015, el 15 de enero del 2016 y finalmente apareció de forma recurrente el 9 de mayo del mismo año hasta el 17 de mayo del 2016 después de que su personaje se quitara la vida tomando una sobredosis letal de pastillas luego de sufrir por el cáncer terminal que padecía. Anteriormente Peggy fue interpretada brevemente por la actriz Jo Warne en 1991.

## Filmografía

### Series de televisión
| Año                         | Título                            | Personaje            | Notas                                            |
| --------------------------- | --------------------------------- | -------------------- | ------------------------------------------------ |
| 1994-2010, 2013, 2014, 2016 | EastEnders                        | Peggy Mitchell       | 1,561 episodios                                  |
| 2011                        | Little Crackers                   | Asistente de Tienda  | episodio "My First Brassiere"                    |
| 2006                        | Doctor Who                        | Peggy Mitchell       | episodio "Army of Ghosts"                        |
| 1995                        | One Foot in the Grave             | Millicent            | episodio "The Affair of the Hollow Lady"         |
| 1993                        | The Great Bong                    | Mabel                | -                                                |
| 1991                        | You Rang, M'Lord?                 | Myrtle               | 2 episodios                                      |
| 1990                        | Family Fortunes                   | Hada                 | episodio "Celebrity Christmas Special 2"         |
| 1990                        | Jameson Tonight                   | -                    | -                                                |
| 1989                        | Bluebirds                         | Mabel Fletcher       | 6 episodios                                      |
| 1987                        | Super Gran                        | Ethel                | episodio "Supergran and the Heir Apparent"       |
| 1987                        | Filthy Rich & Catflap             | Mamá                 | episodio # 1.1                                   |
| 1980                        | Worzel Gummidge                   | Saucy Nancy          | 5 episodios                                      |
| 1977                        | Come Spy with Me                  | Mavis Apple          | -                                                |
| 1975                        | Carry on Laughing!                | Lady Mary Airy-Fairy | 8 episodios                                      |
| 1973                        | Ooh La La!                        | Camarón              | episodios "The Lady from Maxims"                 |
| 1970                        | Up Pompeii!                       | Nymphia              | episodios "Guess Who's Coming to Sin'Er Nymphia" |
| 1970                        | Comedy Playhouse                  | Polly                | episodios "Meter Maids"                          |
| 1969                        | The Rolf Harris Show              | Mucama Marion        | -                                                |
| 1969                        | Wild, Wild Women                  | Millie               | 6 episodios                                      |
| 1968                        | Dad's Army                        | Laura la Plaz        | episodio "Shooting Pains"                        |
| 1967                        | Before the Fringe                 | -                    | episodio # 2.5                                   |
| 1963                        | The Plane Makers                  | Marlene              | episodio "Any More for the Skylark?"             |
| 1961 - 1963                 | The Rag Trade                     | Gloria               | 14 episodios                                     |
| 1962                        | The Edgar Wallace Mystery Theatre | Babs Newton          | episodio "Death Trap"                            |
| 1961                        | Armchair Theatre                  | Miss Gibbon          | episodio "His Polyvinyl Girl"                    |
| 1958                        | On with the Show                  | -                    | -                                                |

### Películas
| Año  | Título                                | Personaje                      | Notas                                                                                         |
| ---- | ------------------------------------- | ------------------------------ | --------------------------------------------------------------------------------------------- |
| 2010 | Alice in Wonderland                   | El Lirón                       | junto a Johnny Depp, Mia Wasikowska, Helena Bonham Carter & Anne Hathaway                     |
| 2001 | Second Star to the Left               | Babs, el hámster               | corto - junto a Hugh Laurie, Mark Williams & Henry Cherrytree                                 |
| 1999 | The Nearly Complete and Utter History | Víctima de Robo                | junto a Robert Bathurst, Adam Blackwood, Helena Bonham Carter & Richard Briers                |
| 1997 | Closed for Business                   | Entrevistada                   | corto - junto a Paul Edward Draper, Paul O'Grady & Andie Rathbone                             |
| 1994 | Pussy in Boots                        | -                              | junto a John Altman, Cindy Milo & Lynne Perrie                                                |
| 1992 | Double Vision                         | Jefa de la Reina de las Nieves | junto a Kim Cattrall, Naveen Andrews, Christopher Lee & Hakeem Kae-Kazim                      |
| 1989 | Norbert Smith, a Life                 | Líder de Greenham              | junto a Harry Enfield, Peter Goodwright & George Raistrick                                    |
| 1987 | It Couldn't Happen Here               | Madre de Neil                  | junto a Chris Lowe, Joss Ackland, Dominique Barnes & Neil Dickson                             |
| 1986 | Comrades                              | Mrs. Wetham                    | junto a Keith Allen, Katy Behean, Mark Brown & James Fox                                      |
| 1979 | That's Carry On                       | Varios Personajes              | junto a Kenneth Williams, Eric Barker, Amanda Barrie & John Clive                             |
| 1977 | Come Spy with Me                      | Mavis Apple                    | junto a Patrick Cargill, Dennis Chin, Pauline Cunningham & Freddie Earlle                     |
| 1974 | Carry on Dick                         | Harriet                        | junto a Sid James, Kenneth Williams, Joan Sims & John Clive                                   |
| 1973 | Carry on Christmas                    | Virginia                       | junto a Sid James, Joan Sims & Kenneth Connor                                                 |
| 1973 | Carry on Girls                        | Hope Springs                   | junto a Sid James, Joan Sims, Kenneth Connor, Bernard Bresslaw & Wendy Richard                |
| 1973 | Not Now Darling                       | Sue Lawson                     | junto a Geraldine Gardner, Leslie Phillips, Julie Ege & Joan Sims                             |
| 1972 | Carry on Abroad                       | Sadie Tonkins                  | junto a Sid James, Kenneth Williams, Joan Sims & Bernard Bresslaw                             |
| 1972 | Carry on Stuffing                     | Eve                            | junto a Hattie Jacques, Joan Sims, Kenneth Connor & Peter Butterworth                         |
| 1972 | Carry on Matron                       | Enfermera Susan Ball           | junto a Sid James, Kenneth Williams, Joan Sims, Hattie Jacques & Wendy Richard                |
| 1971 | The Boy Friend                        | Rosie/Hortense                 | junto a Twiggy, Christopher Gable, Max Adrian & Tommy Tune                                    |
| 1971 | Carry on Henry                        | Bettina                        | junto a Sid James, Kenneth Williams, Joan Sims, Charles Hawtrey & Terry Scott                 |
| 1970 | Carry on Again Christmas              | Jim Hawkins                    | junto a Sid James, Terry Scott, Charles Hawtrey, Kenneth Connor & Wendy Richard               |
| 1969 | Carry on Christmas                    | Cenicienta                     | junto a Sid James, Terry Scott, Charles Hawtrey, Hattie Jacques & Bernard Bresslaw            |
| 1969 | Carry on Again Doctor                 | Goldie Locks                   | junto a Sid James, Kenneth Williams, Charles Hawtrey, Jim Dale, Joan Sims & Hattie Jacques    |
| 1969 | Carry on Camping                      | Babs                           | junto a Sid James, Charles Hawtrey, Joan Sims, Kenneth Williams, Terry Scott & Hattie Jacques |
| 1968 | Chitty Chitty Bang Bang               | Joven                          | junto a Dick Van Dyke, Sally Ann Howes, Lionel Jeffries, Gert Fröbe & Benny Hill              |
| 1967 | Carry on Doctor                       | Enfermera Sandra May           | junto a Sid James, Charles Hawtrey, Kenneth Williams, Joan Sims & Hattie Jacques              |
| 1965 | A Study in Terror                     | Annie Chapman                  | junto a Judi Dench, John Neville, Donald Houston, Barry Jones & Robert Morley                 |
| 1965 | San Ferry Ann                         | Caminante                      | junto a Wilfrid Brambell, David Lodge, Joan Sims & Ronnie Stevens                             |
| 1964 | Crooks in Cloisters                   | Joven                          | junto a Ronald Fraser, Bernard Cribbins, Corin Redgrave & Patricia Laffan                     |
| 1964 | Carry on Spying                       | Daphne Honeybutt               | junto a Kenneth Williams, Bernard Cribbins, Charles Hawtrey & Jim Dale                        |
| 1963 | Sparrows Can't Sing                   | Maggie Gooding                 | junto a James Booth, Brian Murphy, Roy Kinnear & Barbara Ferris                               |
| 1962 | Death Trap                            | Babs Newton                    | junto a Richard Bird, Patrick Connor, Kenneth Cope & Edward Dentith                           |
| 1962 | Hair of the Dog                       | Elsie Grumble                  | junto a Reginald Beckwith, Dorinda Stevens & John Le Mesurier                                 |
| 1961 | On the Fiddle                         | Mavis                          | junto a Alfred Lynch, Sean Connery, Stanley Holloway, Alan King & Wilfrid Hyde-White          |
| 1961 | Flame in the Streets                  | Novia                          | junto a John Mills, Sylvia Syms, Brenda De Banzie & Earl Cameron                              |
| 1960 | Too Hot to Handle                     | Joven                          | junto a Jayne Mansfield, Leo Genn, Karlheinz Böhm & Christopher Lee                           |
| 1959 | Make Mine a Million                   | Telefonista                    | junto a Arthur Askey, Sid James, Dermot Walsh & Clive Morton                                  |
| 1956 | Lost                                  | Joven en Farmacia              | junto a David Farrar, David Knight & Julia Arnall                                             |
| 1955 | A Kid for Two Farthings               | Enamorada de Sam               | junto a Celia Johnson, Diana Dors & David Kossoff                                             |
| 1954 | The Belles of St. Trinian's           | Estudiante                     | junto a Alastair Sim, Joyce Grenfell, George Cole, Hermione Baddeley & Joan Sims              |

### Videojuegos
| Año  | Título              | Personaje | Notas                           |
| ---- | ------------------- | --------- | ------------------------------- |
| 2010 | Alice in Wonderland | El Lirón  | prestó su voz para el personaje |

### Autobiografía
| Año  | Título                                               | Notas     |
| ---- | ---------------------------------------------------- | --------- |
| 2000 | All of Me: My Extraordinary Life                     | escritora |
| 1990 | Barbara: The Laughter and Tears of a Cockney Sparrow | escritora |

### Productora
| Año  | Título          | Notas                |
| ---- | --------------- | -------------------- |
| 2011 | Little Crackers | productora ejecutiva |

### Apariciones
| Año         | Título             | Notas                                 |
| ----------- | ------------------ | ------------------------------------- |
| 2011        | My Favourite Joke  | 6 episodios - narradora               |
| 2005        | Disaster Masters   | 5 episodios - narradora               |
| 2000 - 2001 | Star for a Night   | 3 episodios - jueza                   |
| 1998        | A Perfect Carry On | presentadora                          |
| 1969 - 1979 | The Good Old Days  | 4 episodios - intérprete              |
| 1973        | Whodunnit?         | panelista - episodio "Happy New Year" |

### Teatro
| Año         | Obra                            | Personaje | Director (a)    | Teatro              | Notas                                                                       |
| ----------- | ------------------------------- | --------- | --------------- | ------------------- | --------------------------------------------------------------------------- |
| 1994, 1995  | Cinderella                      | Hada      | -               | Anvil Theatre       | junto a Gayle Blakeney, Noah Huntley & Gorden Kaye                          |
| 1979        | Dickie Whittington              | -         | -               | Richmond Theatre    | junto a Dickie Henderson, Arthur Askey, Patrick Cargill & Sally Smith       |
| 1972        | The Three Penny Opera           | -         | Tony Richardson | Prince of Wales T.  | junto a Vanessa Redgrave, Miriam Margolyes & Hermione Baddeley              |
| 1966        | Come Spy With Me                | -         | Ned Sherrin     | Whitehall Theatre   | junto a Danny La Rue, Gary Miller & Richard Wattis                          |
| 1965        | Twang!                          | -         | Bert Shevelove  | Shaftesbury Theatre | junto a James Booth, Bernard Bresslaw, Ronnie Corbett, Bob Grant & Ben Aris |
| 1964 - 1965 | Oh What A Lovely War            | -         | Joan Littlewood | -                   | -                                                                           |
| 1960 - 1961 | Fings Ain't Wot They Used To Be | -         | -               | Garrick Theatre     | junto a James Booth, Glynn Edwards, Yootha Joyce & George Sewell            |

## Premios y nominaciones
| Año  | Categoría                                                                            | Premio                    | Serie/Película/Obra  | Resultado |
| ---- | ------------------------------------------------------------------------------------ | ------------------------- | -------------------- | --------- |
| 2016 | Best Exit                                                                            | Inside Soap Award         | EastEnders           | Ganó      |
| 2016 | Outstanding Contribution to Television                                               | TV Choice Award           | -                    | Ganó      |
| 2010 | Outstanding Serial Drama Performance                                                 | National Television Award | EastEnders           | Nominada  |
| 2010 | Best Actress                                                                         | British Soap Award        | EastEnders           | Nominada  |
| 2010 | Special Award                                                                        | TRIC Award                | EastEnders           | Ganó      |
| 2010 | Favourite Soap Star                                                                  | TV Times Award            | EastEnders           | Nominada  |
| 2009 | Lifetime Achievement Award                                                           | British Soap Award        | EastEnders           | Ganó      |
| 2009 | Best Actress                                                                         | British Soap Award        | EastEnders           | Nominada  |
| 2009 | Best Actress                                                                         | Inside Soap Award         | EastEnders           | Nominada  |
| 2009 | Soap Icon                                                                            | Digital Spy Award         | EastEnders           | Ganó      |
| 2009 | Soap Legend Award                                                                    | TV Now Award              | EastEnders           | Ganó      |
| 2009 | Favourite Soap Star                                                                  | TV Times Award            | EastEnders           | Nominada  |
| 2008 | Outstanding Serial Drama Performance                                                 | National Television Award | EastEnders           | Nominada  |
| 2007 | Soap Scrap (junto a Wendy Richard)                                                   | All About Soap Award      | EastEnders           | Nominadas |
| 2006 | Best Storyline (junto a Tracy-Ann Oberman, Steve McFadden, Ross Kemp & Kate Harwood) | British Soap Award        | EastEnders           | Nominados |
| 1999 | Best Actress                                                                         | British Soap Award        | EastEnders           | Ganó      |
| 1964 | Best Dramatic Performance                                                            | British Soap Award        | EastEnders           | Nominada  |
| 1965 | Best Actress in a Musical                                                            | Tony Award                | Oh What A Lovely War | Nominada  |
| 1964 | Best British Actress                                                                 | BAFTA Film Award          | Sparrows Can't Sing  | Nominadas |

## Vida personal
En febrero de 1994 se sometió a una histerectomía. Barbara sufrió cinco abortos, tres antes de los 21 años y el último a los 42 años.
En 1960 salió brevemente con el futbolista George Best.
El 2 de marzo de 1964 se casó con Ronnie Knight, pero la relación terminó en enero de 1985. El 12 de abril de 1986 se casó con Stephen Hollings en Jamaica, sin embargo el matrimonio terminó en 1995. Desde el 8 de abril de 2000 estaba casada con Scott Mitchell.